# Werner Hösli

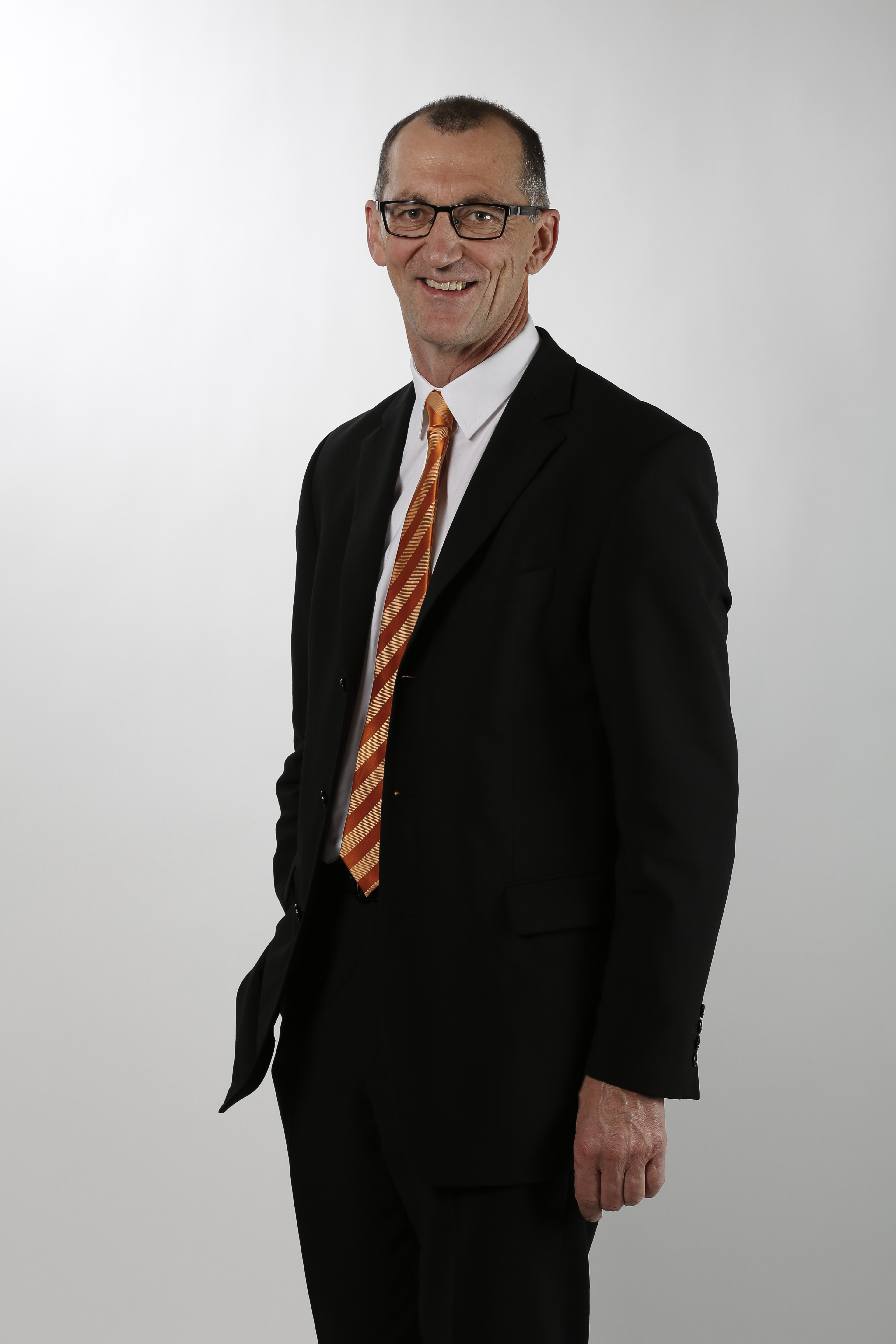
Werner Hösli (2015)

Werner Hösli (* 30. August 1961 in Haslen; heimatberechtigt in Glarus Süd) ist ein Schweizer Politiker (SVP) und ehemaliger Ständerat des Kantons Glarus.

## Biografie
Hösli war von 1982 bis 1986 Gemeindeschreiber, von 1986 bis 1994 Gemeinderat (Exekutive) und von 1994 bis 2001 Gemeindepräsident der Gemeinde Haslen. Er war von 1997 bis 2009 Betriebsleiter der Spinnerei Linthal, wo er auch Mitglied des Verwaltungsrats ist. Er ist seit 2010 Leiter des Alterszentrums Schwanden.
2001 wurde er in den Landrat des Kantons Glarus gewählt und war bis 2009 im Amt. Am 1. Juni 2014 wurde er als Nachfolger von This Jenny, der aus gesundheitlichen Gründen zurückgetreten war, in den Ständerat gewählt. Bei den Parlamentswahlen am 20. Oktober 2019 verlor er seinen Sitz im Ständerat überraschend an den Grünen Mathias Zopfi.
Werner Hösli ist verheiratet und hat einen Sohn.